# Сіверськодонецький район
Сіверськодонецький район — район у Луганській області України. Адміністративний центр — місто Сіверськодонецьк.
Внаслідок російського вторгнення в Україну, майже уся району була окупована і контролюється збройними силами Російської Федерації.

## Історія
Утворений 19 липня 2020 року. У складі району території Гірської міської, Кремінської міської, Лисичанської міської, Попаснянської міської, Рубіжанської міської, Сєвєродонецької міської територіальних громад, затверджених Кабінетом Міністрів України. До складу району увійшли території:
- Кремінського району (крім його північного заходу, включеного в Сватівський район)
- Попаснянського району (крім його сходу, включеного в Алчевський район, який окупований Росією)
- крайній захід Новоайдарського району
- міста обласного значення Сіверськодонецьк, Лисичанськ та Рубіжне

19 вересня 2024 року Верховна Рада підтримала перейменування Сєвєродонецького району на Сіверськодонецький. 26 вересня 2024 року перейменування набуло чинності.

## Географія
Сіверськодонецьк район розташований на сході України, на заході Луганської області.

## Економіка
- Сіверськодонецьке об'єднання «Азот»
- Сіверськодонецьке Об'єднання «Склопластик»
- Сіверськодонецьке науково-виробниче об'єднання «Імпульс»
- Рубіжанський картонно-тарний комбінат
- Лисичанський нафтопереробний завод
- Лисичанськвугілля
- Попаснянський вагоноремонтний завод